# Roi de Malaisie
Le roi de Malaisie ou Yang di-Pertuan Agong est le chef d'État de la Malaisie, une des rares monarchies électives du monde. Le roi est élu par la Conférence des dirigeants pour cinq ans, selon un cycle préétabli, parmi neuf souverains des treize États de la Fédération. La Malaisie étant également une monarchie constitutionnelle, le monarque joue surtout un rôle symbolique.
L'actuel titulaire est Ibrahim Ismail depuis le 31 janvier 2024.

## Fonction
La quatrième partie de la Constitution malaisienne décrit le rôle et les compétences du Yang di-Pertuan Agong. Il est ainsi disposé que le roi de Malaisie a la préséance sur tout autres dignitaires du pays et qu'il ne peut être poursuivi ou tenu juridiquement responsable devant un tribunal dans l'exercice de ses fonctions officielles. Le roi est aussi le gardien du Sceau de la fédération de Malaisie.
Pendant son règne, le roi de Malaisie a l'interdiction de continuer à exercer ses fonctions de raja ou de sultan dans son État d'origine, hormis en tant que dirigeant religieux. Il lui est cependant permis de modifier la Constitution de son État et de nommer un régent ou un membre du Conseil de régence en cas d'incapacité de ces derniers. Parmi d'autres interdits, le roi de Malaisie n'a, par exemple, pas le droit d'exercer une autre fonction rémunérée ou commerciale.
La reine ou Raja Permaisuri Agong se situe juste derrière le monarque dans l'ordre de préséance et de même que son époux, il lui est interdit d'être nommée à un poste rémunéré ou de tenir une activité commerciale.
L'anniversaire du roi de Malaisie est un jour férié et est fêté chaque année le premier dimanche de juin à Kuala Lumpur avec notamment un salut aux couleurs visant à souligner la fidélité des forces armées malaisiennes à la figure royale.

### Pouvoir effectif
Le monarque malaisien dispose de plusieurs pouvoirs discrétionnaires : il nomme le Premier ministre, peut refuser la dissolution du Parlement ou convoquer une réunion de la Conférence des dirigeants qui concernerait le roi et son épouse. Bien qu'il soit le commandeur suprême des armées et qu'il soit investi du pouvoir exécutif, le roi de Malaisie doit agir en conformité avec l'avis du cabinet, mais il peut être informé des actions du gouvernement malaisien. Il a donc un rôle principalement symbolique et lié aux cérémonies du pays.
Critiquer le roi de Malaisie en public est illégal et peut conduire à l'emprisonnement, étant donné que ces reproches peuvent tomber sous le coup des lois contre la sédition et être qualifié de « haine ou outrage » à la monarchie.

## Élection

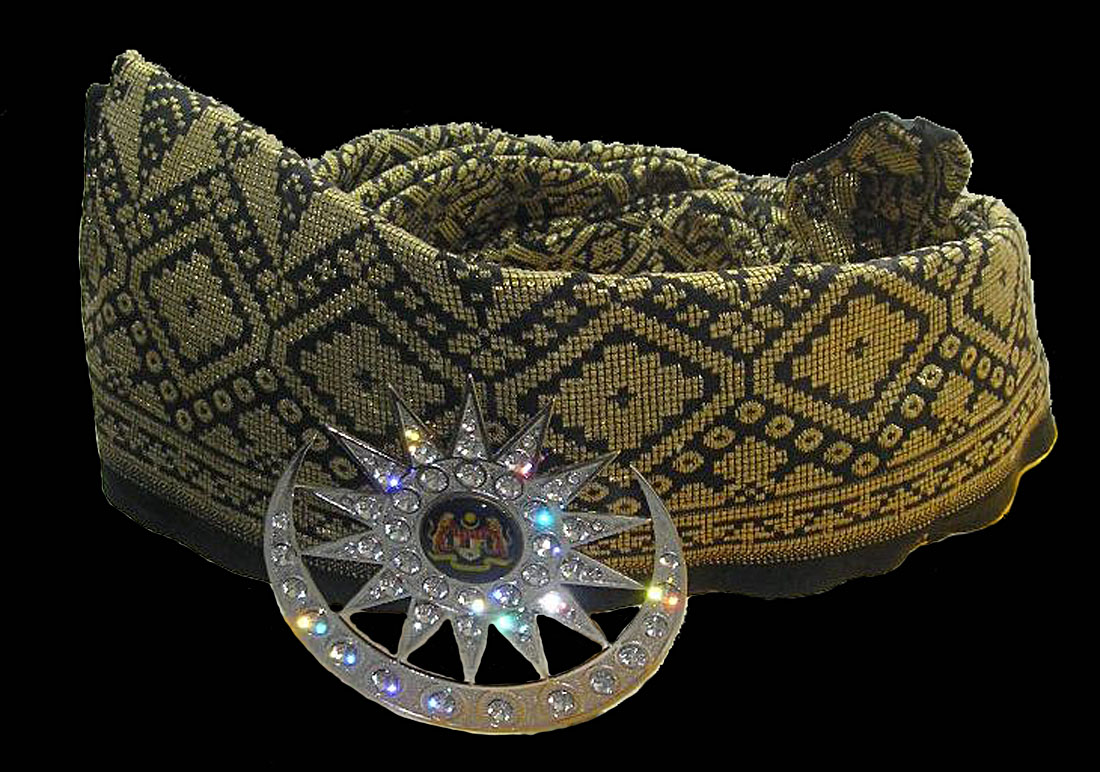
Le tengkolok Solek Dendam Tak Sudah, couvre-chef porté par le roi lors de la cérémonie de couronnement.

Le roi de Malaisie est élu pour cinq ans par le Conseil fédéral parmi les 9 souverains (8 sultans et 1 raja) sur les 13 États de la fédération de Malaisie (les États de Malacca, Penang, Sabah et Sarawak n'étant pas des monarchies, leurs dirigeants ne peuvent prétendre être rois).
Le premier souverain a été élu en 1957, lors de la déclaration d'indépendance vis-à-vis du Royaume-Uni, et un ordre cyclique a été établi entre les États :
1. Sultan de Negeri Sembilan ;
2. Sultan de Selangor ;
3. Raja de Perlis ;
4. Sultan de Terengganu ;
5. Sultan de Kedah ;
6. Sultan de Kelantan ;
7. Sultan de Pahang ;
8. Sultan de Johor ;
9. Sultan de Perak.

## Liste des rois de Malaisie
| #  | Nom                             | Début du règne     | Fin du règne       | État            | Cycle |
| -- | ------------------------------- | ------------------ | ------------------ | --------------- | ----- |
| 1  | Abdul Rahman                    | 31 août 1957       | 1er avril 1960     | Negeri Sembilan | 1er   |
| 2  | Hisamuddin Alam Shah            | 1er avril 1960     | 1er septembre 1960 | Selangor        | 1er   |
| 3  | Harun Putra                     | 1er septembre 1960 | 20 septembre 1965  | Perlis          | 1er   |
| 4  | Ismail Nasiruddin Shah          | 21 septembre 1965  | 20 septembre 1970  | Terengganu      | 1er   |
| 5  | Abdul Halim Muadzam Shah        | 21 septembre 1970  | 20 septembre 1975  | Kedah           | 1er   |
| 6  | Yahya Petra                     | 20 septembre 1975  | 29 mars 1979       | Kelantan        | 1er   |
| 7  | Ahmad Shah                      | 29 mars 1979       | 25 avril 1984      | Pahang          | 1er   |
| 8  | Iskandar                        | 26 avril 1984      | 25 avril 1989      | Johor           | 1er   |
| 9  | Azlan Muhibuddin Shah           | 26 avril 1989      | 25 avril 1994      | Perak           | 1er   |
| 10 | Jaafar                          | 26 avril 1994      | 25 avril 1999      | Negeri Sembilan | 2e    |
| 11 | Salahuddin Abdul Aziz Shah      | 26 avril 1999      | 21 novembre 2001   | Selangor        | 2e    |
|    | Mizan Zainal Abidin (régent)    | 21 novembre 2001   | 13 décembre 2001   | Terengganu      |       |
| 12 | Sirajuddin                      | 13 décembre 2001   | 12 décembre 2006   | Perlis          | 2e    |
| 13 | Mizan Zainal Abidin             | 13 décembre 2006   | 12 décembre 2011   | Terengganu      | 2e    |
| 14 | Abdul Halim Muadzam Shah        | 13 décembre 2011   | 12 décembre 2016   | Kedah           | 2e    |
| 15 | Muhammad Faris Petra            | 13 décembre 2016   | 6 janvier 2019     | Kelantan        | 2e    |
|    | Nazrin Muizzuddin Shah (régent) | 6 janvier 2019     | 31 janvier 2019    | Perak           |       |
| 16 | Abdullah Shah                   | 31 janvier 2019    | 30 janvier 2024    | Pahang          | 2e    |
| 17 | Ibrahim Ismail                  | 31 janvier 2024    |                    | Johor           | 2e    |

Suite théorique :
- 2029-2034 : Sultan de Perak

3e cycle :
- 2034-2039 : Sultan de Negeri Sembilan

### Articles de la Constitution de Malaisie
- (en) « Constitution of Malaysia »(Archive.org • Wikiwix • Archive.is • Google • Que faire ?), sur confinder.richmond.edu (consulté le 23 mai 2014)

1. ↑  Article 32, point 1 de la Constitution de Malaisie
2. ↑  Article 36 de la Constitution de Malaisie
3. ↑  Article 34, point 1 de la Constitution de Malaisie
4. ↑  Article 34, point 8 de la Constitution de Malaisie
5. 1 2  Article 34, point 2 et 3 de la Constitution de Malaisie
6. ↑  Article 32, point 2 de la Constitution de Malaisie
7. ↑  Article 40a, point 2 de la Constitution de Malaisie
8. ↑  Article 41 de la Constitution de Malaisie
9. ↑  Article 39 de la Constitution de Malaisie
10. ↑  Article 40a, point 1 de la Constitution de Malaisie